# ISO 3166-2:CD
ISO 3166-2:CD là mục nhập cho Cộng hòa Dân chủ Congo trong ISO 3166-2, một phần của tiêu chuẩn ISO 3166 tiêu chuẩn được công bố bởi Tổ chức tiêu chuẩn hóa Quốc tế (ISO), trong đó xác định mã cho tên của tỉnh trưởng (ví dụ: tỉnh hoặc bang) của tất cả các quốc gia được mã hóa theo ISO 3166-1.
Hiện tại đối với Cộng hòa Dân chủ Congo, mã ISO 3166-2 được xác định cho 1 thành phố và 25 tỉnh. Thành phố Kinshasa là thủ đô của đất nước và có vị thế đặc biệt ngang với các tỉnh. Mỗi mã bao gồm hai phần, cách nhau bởi dấu gạch nối. Phần đầu tiên là CD, mã ISO 3166-1 alpha-2 của Cộng hòa Dân chủ Congo. Phần thứ hai là hai chữ cái.

## Mã hiện tại
Tên phân khu được liệt kê như trong tiêu chuẩn ISO 3166-2 do Cơ quan bảo trì ISO 3166 công bố (ISO 3166/MA).
Nhấp vào nút trong tiêu đề để sắp xếp từng cột.
| Mã    | Tên phân khu (fr) | Tên phân khu (vi) | Phân cấp hành chính |
| ----- | ----------------- | ----------------- | ------------------- |
| CD-KN | Kinshasa          | Kinshasa          | thành phố           |
| CD-BC | Kongo Central     | Kongo Central     | tỉnh                |
| CD-EQ | Équateur          | Equator           | tỉnh                |
| CD-KE | Kasaï Oriental    | Kasai-Oriental    | tỉnh                |
| CD-MA | Maniema           | Maniema           | tỉnh                |
| CD-NK | Nord-Kivu         | Bắc Kivu          | tỉnh                |
| CD-SK | Sud-Kivu          | Nam Kivu          | tỉnh                |
| CD-BU | Bas-Uélé          | Bas-Uele          | tỉnh                |
| CD-HK | Haut-Katanga      | Haut-Katanga      | tỉnh                |
| CD-HL | Haut-Lomami       | Haut-Lomami       | tỉnh                |
| CD-HU | Haut-Uélé         | Haut-Uele         | tỉnh                |
| CD-IT | Ituri             | Ituri             | tỉnh                |
| CD-KC | Kasaï Central     | Trung Kasai       | tỉnh                |
| CD-KG | Kwango            | Kwango            | tỉnh                |
| CD-KL | Kwilu             | Kwilu             | tỉnh                |
| CD-KS | Kasaï             | Kasai             | tỉnh                |
| CD-LO | Lomami            | Lomami            | tỉnh                |
| CD-LU | Lualaba           | Lualaba           | tỉnh                |
| CD-MN | Mai-Ndombe        | Mai-Ndombe        | tỉnh                |
| CD-MO | Mongala           | Mongala           | tỉnh                |
| CD-NU | Nord-Ubangi       | Bắc Ubangi        | tỉnh                |
| CD-SA | Sankuru           | Sankuru           | tỉnh                |
| CD-SU | Sud-Ubangi        | Nam Ubangi        | tỉnh                |
| CD-TA | Tanganyika        | Tanganyika        | tỉnh                |
| CD-TO | Tshopo            | Tshopo            | tỉnh                |
| CD-TU | Tshuapa           | Tshuapa           | tỉnh                |

Ghi chú
1. ↑  Chỉ để tham khảo, tên tiếng Việt không có trong tiêu chuẩn ISO 3166-2.

## Thay đổi
Những thay đổi sau đây đối với mục đã được ISO 3166/MA công bố kể từ lần xuất bản đầu tiên của ISO 3166-2 vào năm 1998. ISO đã ngừng phát hành bản tin vào năm 2013.
| Bản tin                       | Ngày phát hành | Mô tả về sự thay đổi trong bản tin | Mã/Phân khu thay đổi |
| ----------------------------- | -------------- | --- | --- |
| Newsletter I-2                | 2002-05-21     | Một tên phân khu đã thay đổi. Tên chung của các phân khu đã thay đổi. Tài liệu tham khảo mới trong nguồn danh sách | Mã:CD-HC Haut-Congo → CD-OR Orientale |
| Online BrowsingPlatform (OBP) | 2016-11-15     | Thay đổi tên phân khu của CD-BC, CD-KE; xóa các tỉnh CD-BN, CD-KA, CD-KW, CD-OR; ngoài tỉnh CD-BU, CD-HK, CD-HL, CD-HU, CD-IT, CD-KC, CD-KG, CD-KL, CD-KS, CD-LO, CD-LU, CD-MN, CD-MO, CD-NU, CD-SA, CD-SU, CD-TA, CD-TO, CD-TU; update List Source | Tên thay đổi:CD-BC, CD-KEPhân khu đã bị xóa:CD-BN, CD-KA, CD-KW, CD-ORPhân khu được thêm vào:CD-BU, CD-HK, CD-HL, CD-HU, CD-IT, CD-KC, CD-KG, CD-KL, CD-KS, CD-LO, CD-LU, CD-MN, CD-MO, CD-NU, CD-SA, CD-SU, CD-TA, CD-TO, CD-TU |